# Flammande skyar
Flammande skyar (engelska: Northern Lights) är en amerikansk TV-film från 2009 regisserad av Mike Robe, baserad på en roman av Nora Roberts.

## Handling
Efter att Nate Burns kollega i Baltimore tragiskt gått bort tackar Nate ja till jobbet som polischef i staden Lunacy i Alaska i hopp om att kunna lägga den traumatiska händelsen bakom sig. Där träffar han piloten Meg, vars pappa hittas död i en grotta.

## Om filmen
Sångerskan LeAnn Rimes och skådespelaren Eddie Cibrian träffades under inspelningen av filmen och kom senare att gifta sig.

## Rollista i urval
- Eddie Cibrian - Nate Burns
- LeAnn Rimes - Meg Galligan
- Greg Lawson - Ed Woolcott
- Rosanna Arquette - Charlene Galligan
- Jayne Eastwood - Borgmästare Hopp